# FB-22轰炸机
FB-22戰鬥轰炸机（有時被稱為 Strike Raptor）是美國空軍建議中的概念轟炸機。FB-22衍生自F-22猛禽，美國空軍原本以它取代F-15E，該計畫隨後被美國空軍取消。